# Rathaus Röttingen

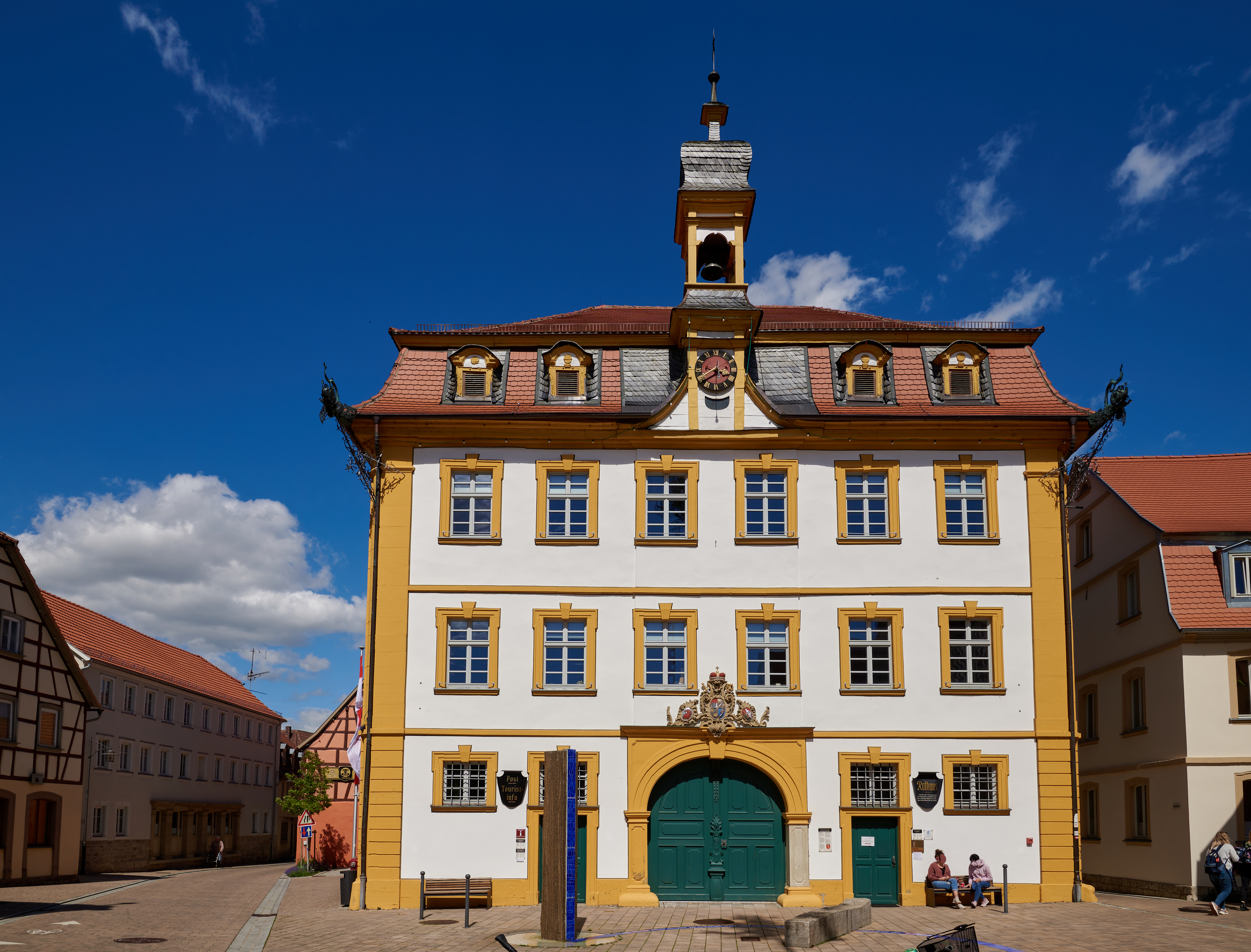
Rathaus Röttingen

Das denkmalgeschützte Rathaus steht in Röttingen, eine Landstadt im Landkreis Würzburg (Unterfranken, Bayern). Das Bauwerk ist unter der Denkmalnummer D-6-79-182-39 als Baudenkmal in der Bayerischen Denkmalliste eingetragen.

## Beschreibung
Der dreigeschossige Massivbau aus sechs Achsen mit geohrten Fenstern, der mit Lisenen an den Ecken und Gesimsen gegliedert ist, wurde 1750 erbaut. Er ist mit einem Mansardwalmdach bedeckt, an dessen Ecken sich geschmiedete Wasserspeier befinden. Zum Marktplatz hin erhebt sich ein Uhrturm mit einer kleinen Glocke.